# Avenida Copayapu
La avenida Copayapu es una avenida de la ciudad chilena de Copiapó, catalogada como una de las principales vías de la misma. Su nombre proviene del topónimo de origen indígena del cual deriva el nombre de la ciudad. Una parte importante del trazado de la avenida corre de forma paralela al río Copiapó.
La avenida corresponde, en parte, al trazado urbano de la ruta 5 Panamericana Arica-La Serena y de la ruta internacional 31-CH.

## Historia
La avenida Copayapu fue construida originalmente con una sola vía, siendo denominada entonces como «calle Nueva». Posteriormente fue ampliada, adquiriendo su actual nombre.
Dada su cercanía con el río Copiapó, los sectores aledaños a Copayapu resultaron muy afectados durante el temporal del norte de Chile de 2015, al producirse el desborde del río.

## Principales edificios
- Casa Central de la Universidad de Atacama - Avenida Copayapu #485[4]
- Corte de Apelaciones de Copiapó - Avenida Copayapu #114
- Estadio Luis Valenzuela Hermosilla